# مناحيم صالح دانيال

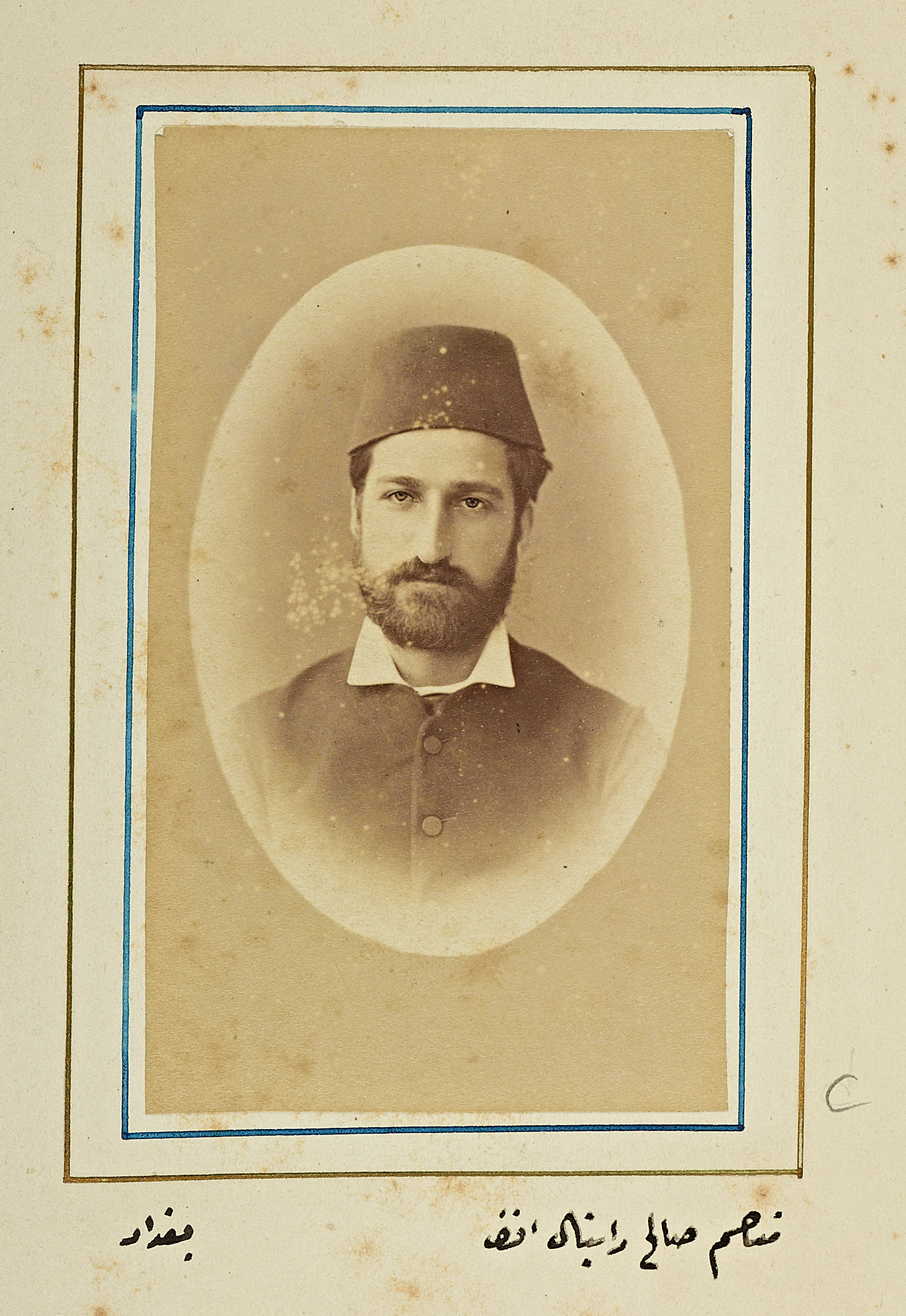
مناحيم دانيال في شبابه

مناحيم صالح دانيال رجل أعمال عراقي من أسرة يهودية ذات أصول جورجية امتهنت التجارة وكانت تقطن محلة التوراة في بغداد. ولد مناحيم دانيال في بغداد عام 1846م ودرس أولاً بمدارس الدولة العثمانية ومن ثم تلقى العلوم في مدارس أوروبا، ولقد أنتخب عن بغداد ممثلاً في مجلس المبعوثين العثماني عام 1877، واشتهر بالأوساط التجارية والاقتصادية وعرف بعلاقاته التجارية مع أعيان البلد، وكان لهُ مجلساً في محلة رأس القرية في بغداد يجتمع فيه من مختلف الطوائف، وعين عضواً في أول مجلس لإدارة لواء بغداد، والذي أسسهُ الوالي أحمد مدحت باشا، وبعد قيام النظام الملكي في العراق أصبح عضواً في مجلس الأعيان العراقي عام 1925 ممثلاً عن الطائفة اليهودية الموسوية في العراق.
واشتهر والدهُ بالمشاريع الخيرية ولهُ قصر يقع في منطقة السنك في نهاية بستان الوقف الكبير الذي يلي شريعة سيد سلطان علي، وعرف مناحيم دانييل بصاحب اليد البيضاء، حيث أسس وبنى أول ملجأ لأيتام المسلمين وصرف عليه من مالهِ الخاص لإعانة أيتام المسلمين وغيرهم.
وعندما كان فيصل الأول ملك العراق يسكن في قصر شعشوع الذي يملكه التاجر اليهودي شاؤول شعشوع، حدث في 9 نيسان سنة 1926 فيضان نهر دجلة الذي تسبب في غرق الأراضي القريبة من نهر دجلة ومنها قصر شعشوع، فقام مناحيم دانيال باستضافة الملك فيصل الاول مع عائلته في قصره الواقع في منطقة السنك بنهاية بستان الوقف الكبير الذي يلي شريعة سيد سلطان علي، وظل الملك وعائلته يسكنون قصر مناحيم دانيال حتى انتهت الحكومة من اكمال بناء البلاط الملكي في منطقة الكسرة ببغداد.
ترك مناحيم دانيال العديد من الآثار والمرافق التي تحمل اسمه، ولعل أشهرها سوق دانيال وسط بغداد الذي لازال إلى يومنا الحاضر يحمل الأسم نفسه والذي شيده عام 1929، وأكمله من بعده إبنه عزرا مناحيم دانيال. ومن أعماله ايضاً بناء الأسواق في الحلة والكفل ونهر اليهودية في الحلة.

## من أهم انجازاته
- كان من أهم انجازاتهِ الأعتناء بالزراعة في العراق، ومن خلال سفرهِ إلى إسطنبول والأقطار الأوربية عام 1904 استقدم مهندساً زراعياً من النمسا كما استورد أحدث الآلات الزراعية وانشأ أول مزرعة حديثة في قضاء الهندية، وفي عام 1907 عندما أصاب الجدب (التصحر) أرض الحلة المحصورة بين نهر الفرات و شط الحلة، وذلك بعد حفر نهرالجورجية الذي أصبح يأخذ المياه من مقدمة سدة الهندية، ماراً بمدينة طويريج منتهياً جنوب بلدة الكفل، فانقطعت الماء عن تلك المناطق، فكر مناحيم دانيال في إيصال الماء إلى تلك المقاطعات التي يملكها (الويسية، الرستمية، إبراهيم، الرارنجية) فقرر بعد مشاورات مع خبراء زراعيين أحضرهم لهذا الخصوص أن يحفر نهر خاص بتلك الأراضي يختلج مياهه من نهر الحلة في نقطة من منطقة الجمجًمة التي تقابل مدينة بابل الأثرية. وتم أنجاز العمل فيه عام 1909م، وسمي بـ(جدول اليهودية)، ولا زالت التسمية للجدول رغم محاولات تغيير التسمية، ولكن بمرور الزمن دبً الإهمال في هذا الجدول حيث طمر أغلب أجزاءه واستخدم مبزل للمياه الثقيلة.[4]

في عام 1913 تم افتتاح سدة الهندية حيث أشرف المهندس الإنكليزي السير وليم ويلكوكس على أقامتها وكانت مزارع مناحيم أول مزارع رويت من ماء سدة الهندية.
- كان أحد مؤسسي جمعية الهلال العراقية.[5]

## وفاته
توفي مناحيم صالح في 13 آذار من عام 1940م ودفن بجوار مرقد النبي ذو الكفل بناءاً على وصيته.

## أولاده وأقربائه
- أبنه (عزرا مناحيم دانيال) الذي حاز على ثقة حكام العهد العثماني والعهد الملكي، فعين عضوا في مجلس الأعيان عدة مرات بعد وفاة والده مناحيم دانيل إلى أن توفي في عام 1953.
- حفيدته سليمة عزرا مناحيم، والتي ولدت سنة 1933 وتوفيت سنة 1972 ولها ابن اسمه دافيد وتعتبر السيدة سليمة عزرا الوحيدة لأبيها عزرا مناحيم.
- من أشهر أقارب مناحيم صالح كان ابن اخته أول وزير مالية عراقي ساسون حسقيل.